# 직장인
직장인(職場人), 회사원(會社員), 봉급생활자(俸給生活者)는 급여를 받고 일하는 사람을 총칭하는 말이며, 일반적으로 화이트 칼라의 직무에 종사하고 있는 사람에게 사용된다. 고급 관리부터 말단 관리까지 포함하는 경우도 있어, 명확한 경계는 없다. 의사, 변호사와 같은 전문직과 임원을 제외한다.
영어식 표현으로는 오피스 워커(office worker)라고 하며, 비즈니스맨(businessman)이나 비즈니스퍼슨(businessperson)은 직장인을 뜻하기보다는 사업가를 뜻하는 경우가 많다. 일본어식 영어 표현으로는 남자는 샐러리맨(salaryman)이라고 하고, 여자는 오피스 레이디라고 한다. 낮은 표현으로는 월급쟁이라는 표현도 사용된다. 샐러던트(saladent)는 직장인이면서 동시에 학생인 사람을 뜻하는 신조어이다.

## 직급
- 회장: 대기업 및 중견기업의 총수인 경우 한정이다.
- 부회장: 회장 대리임무 수행자
- 사장: 중소기업 총수를 회장이라 호칭하는 일은 거의 잘 없으며 주로 사장이라 한다. 또한 대기업 예하의 하청업체 총수 역시 사장이라 칭한다.
- 부사장: 사장 대리임무 수행자
- 이사장: 이사회의 장이다.
- 이사: 회장 또는 사장의 참모이다.

- 전무이사: 이사들을 총괄하는 이사이다.
- 상무이사: 가장 일반적인 이사이다.
- 일반이사: 상무이사에 준한 권한이 부여된다.

- 부장: 회사 내부에서 하나의 부서를 총괄한다.
- 차장: 부장 대리임무 수행자
- 과장: 부장 휘하의 중간 관리자이다.
- 계장: 과장 대리임무 수행자
- 대리: 분야마다 직급이 다르다. 은행권에서는 계장보다 높고 과장보다 낮지만 기업에서는 주임과 동급이다.
- 주임: 평사원 중 상위서열자
- 평사원: 정규직 최하위 직원
- 인턴: 비정규직[1] 따라서 회사를 위해서 일하지만 회사원 명단에 포함되지 않는 인원이다.